# Hàng giả

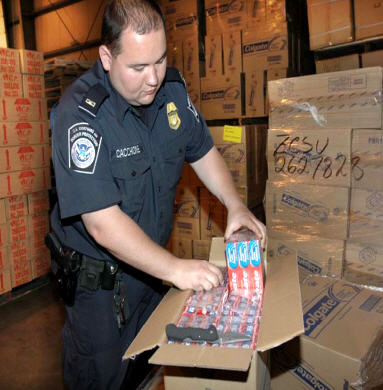
Kem đánh răng giả bị thuế quan Hoa Kỳ tịch thu

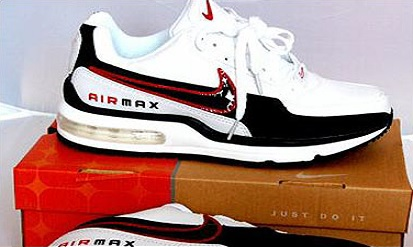
Giày thể thao giả

Hàng giả, hàng giả hiệu hay hàng nhái là hàng tiêu dùng vi phạm luật bản quyền giả hiệu chính tông với mẫu mã giống những thương hiệu có tiếng rồi bán ra thị trường để gạt người tiêu thụ bằng cách bán giá cao để lời to.
Nói chung, hàng giả có phẩm chất kém, không bị ràng buộc bởi tiêu chuẩn kiểm soát về phẩm chất của xí nghiệp hay tiêu chuẩn an toàn của chính phủ. Các loại mặt hàng được làm giả cũng rất đa dạng. Có những trường hợp hàng giả gây thiệt mạng như dược phẩm điều trị các căn bệnh nghiêm trọng như ung thư, HIV, sốt rét, phụ tùng an toàn xe hơi, sữa bột cho trẻ em, mỹ phẩm, hàng điện tử và thực phẩm.
Sự phát triển của ngành làm hàng giả đã trở thành vấn đề toàn cầu trong những năm gần đầy. Theo Cục Trí Tuệ Hàng giả (CIB) thuộc Phòng Thương mại Quốc tế (ICC) thì số lượng hàng giả chiếm từ 5% đến 7% thương mại toàn cầu. Một báo cáo của Tổ chức Hợp tác và Phát triển Kinh tế (OECD) cho biết hơn 200 tỉ USD thương mại quốc tế có thể đến từ các sản phẩm làm giả hoặc hàng lậu năm 2005, và khoảng $250 tỉ USD năm 2007. Một nghiên cứu khác kết luận một con số thất thoát nhiều hơn là 600 tỉ USD, từ khi OECD khảo sát không bao gồm khu vực mua bán trực tuyến hay hàng được làm giả và bán ở thị trường nội địa.
Ở Hoa Kỳ, tính riêng trong năm 2013 thì 68% hàng giả bắt được ở biên giới có xuất xứ từ Hoa lục. Hàng hóa giả tại Hoa lục rất đa dạng, từ thịt thà trứng gia cầm, đến trái cây, quần áo thời trang, đồ điện tử.
Ở Đức theo thống kê của Tổng cục Hải quan liên bang (Bundeszollverwaltung), năm 2013 các hàng giả tới nhiều nhất từ Trung Quốc (59,2%), Hồng Kông (18,8%) và Hoa Kỳ (4,3%).

## Các loại hàng giả

### Miêu tả chung
Theo Tổ chức Hợp tác và Phát triển Kinh tế, các sản phẩm làm giả bao gồm các mặt hàng bắt chước rất giống vẻ ngoài của các sản phẩm thương hiệu chính gốc để đánh lừa khách hàng. Các sản phẩm giả còn gồm các loại hàng hóa và việc phân phối hàng hóa đó chưa được kiểm định và được bảo vệ bởi các quyền sở hữu trí tuệ, như quyền tác giả, các nhãn hiệu và thương hiệu. Trong nhiều trường hợp, các dạng vi phạm có thể xuất hiện cùng trong 1 sản phẩm làm giả: như đồ chơi làm giả vi phạm thiết kế của một hãng lớn. Thuật ngữ "hàng giả" còn nói tới việc làm giả và các vấn đề liên quan như sao chép bao bì, nhãn hiệu và bất kỳ đặc tính nổi bật của hàng hóa.
Các ngành công nghiệp bị ảnh hưởng nặng nề bởi vấn nạn hàng giả là phần mềm, ghi thu đĩa nhạc, phim, quần áo thời trang, các đồ đắt tiền, đồ thể thao, nước hoa, đồ chơi, phụ tùng máy bay, xe hơi và dược phẩm.

### Thuốc giả
Theo Cơ quan Điều tra Liên bang (FBI) của Hoa Kỳ thì thị trường dược phẩm giả trên thế giới là khoảng $600 tỷ USD, gây thiệt hại lớn cho cả nhà sản xuất lẫn người tiêu dùng. Tổ chức Y tế Quốc tế (WHO) chẩn ước hơn 30% thuốc men ở các nước đang phát triển là hàng giả; thuốc không những không hiệu nghiệm mà còn thường có những độc tố thêm vào.
Ước đoán chuyên môn cho rằng mỗi năm trên toàn cầu có ít nhất 700.000 người chết vì dùng thuốc giả. Theo tạp chí The Economist thì 15%-30% thuốc trụ sinh ở châu Phi và Đông Nam Á là thuốc giả; còn Liên hiệp quốc thì cho rằng khoảng phân nửa lượng thuốc chống sốt rét ở châu Phi không phải thuốc thật. Thị trường thuốc giả trên toàn thế giới năm 2010 là 75-200 tỷ USD.

### Thuốc lá giả
Anh quốc tiết lộ việc điều tra tìm thấy thuốc lá giả chứa phân, amiăng, mốc và ruồi chết.
Với việc bán lẻ thuốc lá bất hợp pháp ở Thổ Nhĩ Kỳ đạt lợi nhuận 16.2 tỉ USD mỗi năm, tổng thống Erdogan phát biểu thuốc lá giả còn "nguy hiểm hơn khủng bố".

### Rượu
Ở Trung Quốc, các loại rượu cao cấp giả đang phát triển là một phân khúc trong ngành công nghiệp đồ uống và được bán cho nhiều người tiêu dùng Trung Quốc. Các chai rượu mang nhãn hiệu thật được thu mua, sau đó đổ rượu giả vào trong và bán lại cho khách hàng.

## Biện pháp
Năm 1979 trước hiện tượng hàng giả lan tràn, một số công ty liên kết để bảo vệ quyền sở hữu trí tuệ bằng cách vận động nhà chức trách ban hành luật pháp ngăn ngừa và truy tố kẻ giả mạo. Tổ chức này mang tên tiếng Anh The International AntiCounterfeiting Coalition Incorported (viết tắt là IACC) tức Liên minh Quốc tế chống hàng giả. Cùng trong liên minh này là một số cơ quan công quyền, tổ hợp luật sư và hãng an ninh xí nghiệp. Trụ sở đặt tại Washington, DC.
Ngày 13 Tháng Năm, 2016 Tổ chức IACcC đã đình chỉ hoạt động của hãng Alibaba của Hoa lục vì cáo buộc của các hãng Gucci và Yves Saint Laurent là Alibaba đã thông đồng phân phối một số lượng lớn hàng hóa giả hiệu.

## Các sản phẩm hàng giả

Áo T-shirt Giorgio Armani giả
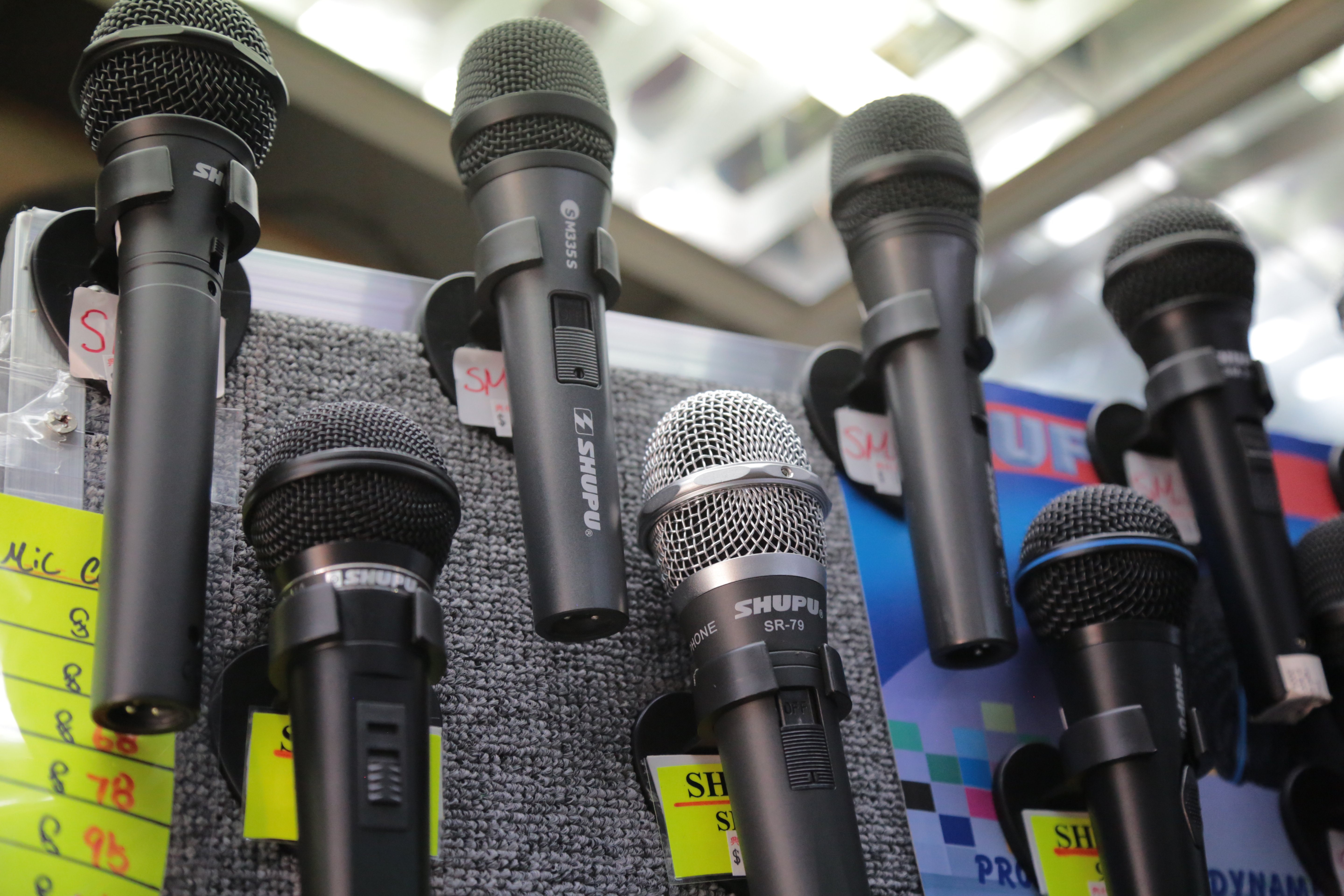
Microphone nhái thương hiệu Shure
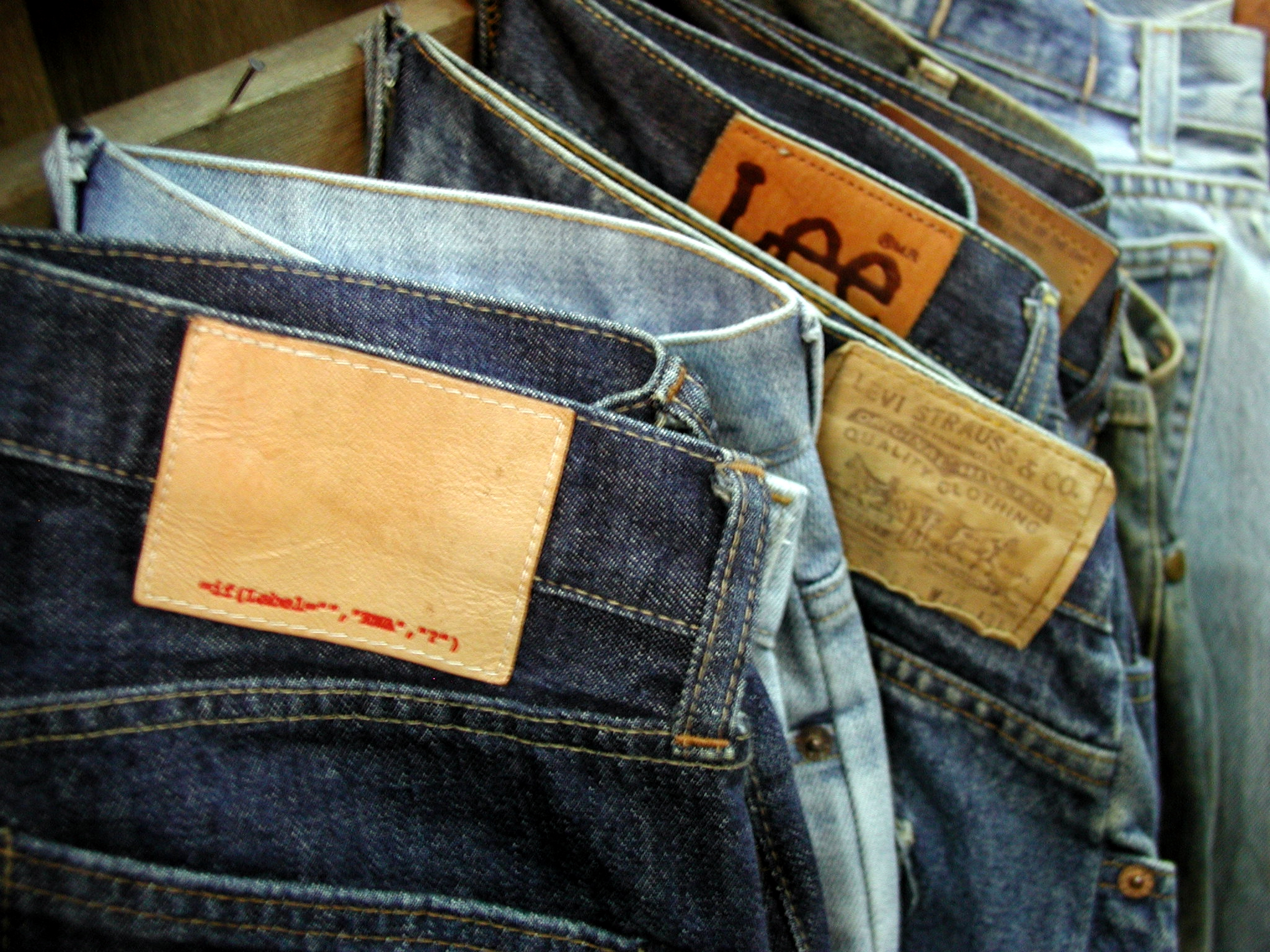
Quần jean giả